# Puntig fonteinkruid
Puntig fonteinkruid (Potamogeton mucronatus, synoniem: Potamogeton friesii Rupr.) is een overblijvende, ondergedoken waterplant die behoort tot de fonteinkruidfamilie (Potamogetonaceae). De soort staat op de Nederlandse Rode Lijst van planten als vrij zeldzaam en stabiel of toegenomen. De plant komt van nature voor in de koelere gematigde streken op het noordelijk halfrond. Het aantal chromosomen is 2n = 26.
De plant wordt 50 - 120 cm lang en heeft geen wortelstok. De groenbruine tot goudgele stengel is bovenaan duidelijk afgeplat met afgeronde kanten en bovenaan sterk vertakt met korte zijtakjes. De ondergedoken, lichtgroene, 2,3 - 6,5 cm lange en 1,2 - 3,2 mm brede, lijnvormige, doorschijnende bladeren hebben een stompe top, die versmalt tot een stekelpuntige top. De bladeren hebben geen olieachtige glans. Ze hebben vijf, maar soms drie hoofdnerven. De eventueel aanwezige buitenste zijnerven zijn ver onder de top met de binnenste verbonden. De 5,5--21 mm lange, witte steunblaadjes hebben bij de voet vergroeide randen en zijn stengelomvattend. De plant vormt in de bladoksels of aan de top 1,5 - 5 cm lange en 1,5 - 4 mm brede turions.

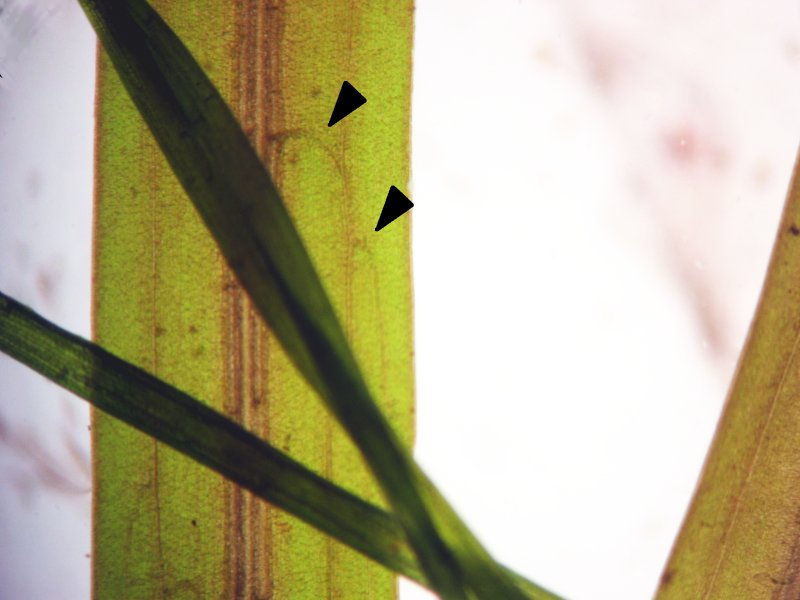
Verbinding buitenste met binnenste nerven

De plant bloeit van juni tot augustus met groene bloemen aan een 2 - 6 cm lange, bovenaan verdikte bloemstengel, 7 - 16 mm lange, losbloemige aar. In een aar zitten meestal 3 - 4 (10) bloemen. De bloemen hebben vier kroonbladen en vier meeldraden. Een bloem vormt meestal twee vruchten.
De olijfgroene tot bruine, eivormige vrucht is een 1,8 - 2,5 mm lange en 1,2 - 2 mm brede steenvrucht met een 0,3 - 0,7 mm lange,rechte snavel en aan de voet zitten geen knobbels (kiel). Het kiempje heeft de vorm van een spiraal.
De plant komt voor in zoet, ondiep, voedselrijk water. 

## Namen in andere talen
- Duits: Stachelspitziges Laichkraut
- Engels: Flat-stalked pondweed, Fries pondweed
- Frans: Potamot à feuilles mucronées